# Cugnasco-Gerra
Cugnasco-Gerra (pronúnciese: Cuñasco-Guerra) es una comuna suiza del cantón del Tesino, localizada en el distrito de Locarno, círculo de Navegna. Nacida el 20 de abril de 2008 de la fusión de las comunas de Cugnasco y Gerra (Verzasca).
Al ser el resultado de una fusión, la comuna se encuentra dividida en dos partes, la primera, en la que se encuentra el núcleo urbano principal, está situada al este de la ciudad de Locarno; esta parte limita al norte con la comuna de Vogorno, al noreste con Preonzo, al este con Monte Carasso y Sementina, al sureste con Gudo, al sur con Locarno y Cadenazzo, y al oeste con Gordola. Gracias a su enclave al norte del distrito también limita con las comunas Brione (Verzasca), Frasco, Lavertezzo y Sonogno.